# Rosularia chrysantha
Rosularia chrysantha là một loài thực vật có hoa trong họ Crassulaceae. Loài này được (Boissier & Heldreich ex Boissier) Takhtajan miêu tả khoa học đầu tiên năm 1953.